# Caralluma longiflora
Caralluma longiflora är en oleanderväxtart som beskrevs av Michael George Gilbert. Caralluma longiflora ingår i släktet Caralluma och familjen oleanderväxter. Inga underarter finns listade i Catalogue of Life.